# 西川哲治
西川 哲治（にしかわ てつじ、1926年7月7日 - 2010年12月15日）は日本の物理学者。東京大学名誉教授、東京理科大学学長。東京出身。父は結晶学者の西川正治。

## 経歴
- 1949年 - 東京大学理学部物理学科卒業
- 1954年 - 東京大学理学部助手
- 1956年 - 東京大学原子核研究所助教授
- 1958年 - 理学博士（東京大学）（論文タイトルは『メチルアミンの内部運動及び分子構造のマイクロ波による研究』[4]）
- 1961年 〜 1971年 - 東京大学教授
- 1964年 〜 1966年 - ブルックヘブン国立研究所 客員研究員
- 1970年 - 日本物理学会会長
- 1971年 - 高エネルギー物理学研究所[注 1]教授
- 1975年 - 加速器科学研究発表会を開設
- 1977年 〜 1989年 - 高エネルギー物理学研究所所長
  - 電子・陽電子衝突型加速器「トリスタン」（西川の発明の交番周期型加速空洞[注 2][注 3]）の建設を指導
- 1985年 〜 1991年 - 日本学術会議会員
- 1990年 〜 2001年 - 東京理科大学学長

## 受賞
- 1970年 - 仁科記念賞
- 1982年 - 米国科学振興協会フェロー
- 1988年 - 藤原賞
- 1988年 - 紫綬褒章
- 1989年 - 文化功労者
- 1995年 - 米国物理学会フェロー
- 2003年 - 瑞宝重光章[5]

## 論文
- T. Nishikawa; S. Giordano; D. Carter (13 January 1966). “Dispersion Relation and Frequency Characteristics of Alternating Periodic Structure for Linear Accelerators”. Rev. Sci. Instrum. (American Institute of Physics) 37:  652. doi:10.1063/1.1720274. ISSN 0034-6748. OCLC 1763839.